# Foix-Chavany-Marie-Syndrom

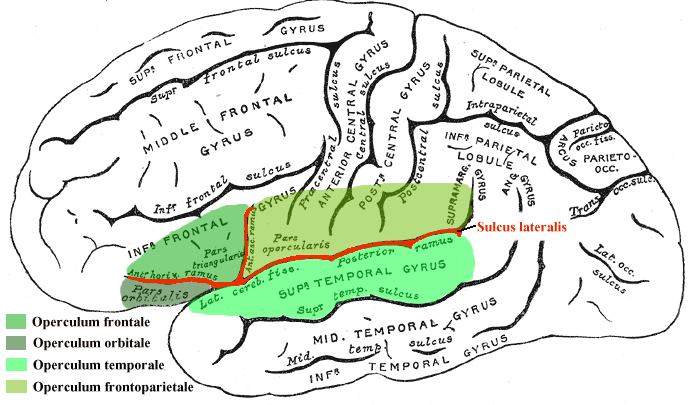
Operculum (Gehirn)

Das Foix-Chavany-Marie-Syndrom (FCMS), auch als bilaterales Opercularsyndrom bekannt, ist eine neuropathologische Erkrankung, die durch eine Lähmung der Gesichts-, Zungen-, Rachen- und Kaumuskulatur des Mundes gekennzeichnet ist, die beim Kauen hilft. Die Erkrankung wird hauptsächlich durch thrombotische und embolische Schlaganfälle hervorgerufen, die zu Sauerstoffmangel im Gehirn führen. Infolgedessen können sich bilaterale Läsionen an den Verbindungen zwischen Frontallappen und Temporallappen, Parietallappen und Kortikallappen oder der subkortikalen Region des Gehirns bilden. FCMS kann auch durch angeborene Defekte entstehen, die vererbt oder nicht vererbt sein können. Symptome von FCMS können bei Menschen jeden Alters auftreten und es wird mithilfe einer Beurteilung der automatisch-willkürlichen Dissoziation, psycholinguistischer Tests, neuropsychologischer Tests und Gehirnscans diagnostiziert. Die Behandlung von FCMS hängt vom Beginn sowie der Schwere der Symptome ab und erfordert einen multidisziplinären Ansatz.
Das Syndrom ist nach den Erstbeschreibern Charles Foix, Jean Alfred Émile Chavany und Julien Marie benannt.

## Kennzeichen
Diagnostisch relevant ist der Nachweis der Hirnrindenschädigung, die in einer beidseitigen (bilateralen) Läsion der Opercula frontoparietalia besteht. Menschen mit Foix-Chavany-Marie-Syndrom können Gesichts-, Kiefer-, Zungen- und Pharynxmuskulatur nicht willentlich bewegen. Dies führt dazu, dass es ihnen nicht möglich ist, willentlich die Gesichtsmuskulatur (mimische Muskulatur) zu bewegen (z. B. lächeln), während unwillkürliche Muskelbewegungen, wie sie etwa zum Husten oder Gähnen stattfinden, möglich bleiben. Auch emotionale Mimik (z. B. beim Weinen) bleibt erhalten, ebenso werden die Augen im Schlaf geschlossen.

## Diagnose
Die Diagnosestellung ist durch Kernspintomographie möglich. Es besteht eine beidseitige Läsion der Opercula frontoparietalia.